# プロステーカ細菌

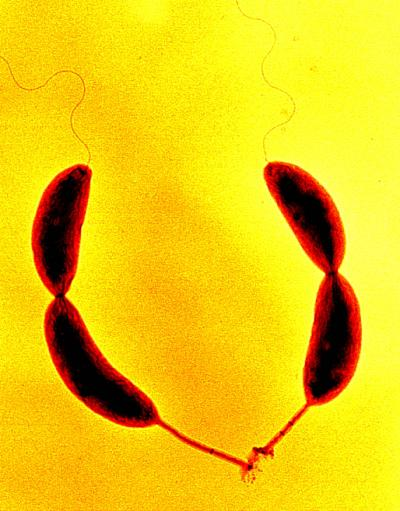
カウロバクター・クレセンタスの顕微鏡画像。鞭毛を持つ遊走細胞（上）と、プロステーカを伸ばす有柄細胞（下）とが結合している。

プロステーカ細菌（プロステーカさいきん、Prosthecate bacteria）とは、一部のグラム陰性細菌で、プロステーカ（prosthecate）と呼ばれる付属部位を細胞に持つ細菌に対する通称である。
生物分類学や系統学における分類項目とは異なる。プロステーカは繊毛や鞭毛とは異なり、細胞膜の延長でありその内部に細胞質を含む。著名な典型例としてカウロバクター属（Caulobacter）が挙げられている。

## プロステーカの役割

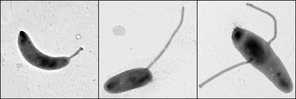
プロステーカの配置。細胞極に存在するカウロバクター・クレセンタス(左)、細胞極近傍に存在するアスティカカウリス・エクスセントリカス(中央)、両側に存在するアスティカカウリス・ビプロスセシウム(右)

プロステーカ細菌は一般に、貧栄養条件での生育に適応した有機栄養性の従属栄養好気性菌であり、百万分の1オーダーの栄養レベルでの生存が可能である。このため、水圏環境でよく見出され、貧栄養な土壌でも発見されている。
プロステーカ細菌はプロステーカ先端で表面に接着し、栄養を摂取するため且つ老廃物を輩出するための表面積を拡張させる。

## 系統発生学
分類の決定において遺伝子配列解析による系統発生学的手法がまだ採用されずに形態学的手法が重要であった時代、この特徴的な付属装置はかつて、プロスセイコミクロビウム属(Prosthecomicrobium)共通の特性であると考えられていた。しかし、16S rRNA遺伝子配列解析の適用により、この単一の属は、新属のVasilyevaea属とBauldia属を加えた3つの異なる属に分けることが適当であり、これらの属は互いによりも、Devosia属(デヴォシア属)、Labrenzia属、Blastochloris属(ブラストクロリス属)、Methylosinus属(メチロシナス属)、Mesorhizobium属(メソリゾビウム属)、及びKaistia属(カイステア属)といった非プロステーカ細菌により深く関連することが明らかとなった。従って現在では、プロステーカはこれらの細菌群の共通の祖先が有していた共通の特徴であったが、多くの属に分かれていく進化の過程で一部の属はプロステーカを失っていったと考えられている。
Caulobacter属(カウロバクター属)及びその近縁種に対する別の系統発生学的研究では、それらの共通の祖先からプロステーカの形態が変化していく進化的過程が類推可能な結果が得られた。最初は一方の細胞極から単一のプロステーカが現れたと考えられており、この特徴はCaulobacter crescentus(カウロバクター・クレセンタス)やMaricaulis maris(マリカウリス・マリス)に保たれている。Asticcacaulis属(アスティカカウリス属)発生の過程ではプロステーカの位置が細胞極から外側へと移動し数も増加していることがうかがわれ、Asticcacaulis excentricus(アスティカカウリス・エクスセントリカス)やAsticcacaulis benevestitusでは細胞極近傍に1本、Asticcacaulis biprosthecius(アスティカカウリス・ビプロスセシウム)では細胞両側に計2本存在する。Caulobacter segnis(カウロバクター・セグニス)やBrevundimonas diminuta(ブレブンディモナス・ディミヌタ)では完全に失われている。